# ویکتور باسیلی
ویکتور آر. باسیلی (به انگلیسی: Victor R. Basili) (متولد ۱۳ آوریل ۱۹۴۰) یک مهندس نرم‌افزار و دانشمند رایانه آمریکایی می‌باشد . او برای تلاشش پیرامون اندازه‌گیری، ارزیابی و ارتقای فرایند تولید نرم‌افزار و مقالاتش دیدگاه هدف /سؤال/معیار(جی‌کیوام)، پارادایم بهبود کیفیت و کارخانه تجربه مشهور است.

## زندگی‌نامه
باسیلی در بروکلین نیویورک به دنیا آمد. او استاد بازنشسته‌ی دپارتمان علوم کامپیوتر و موسسهٔ آموزه‌های پیشرفته کامپیوتر دانشگاه مریلند است. او یک دکتری از دانشگاه تگزاس در آستین در رشته علوم کامپیوتر و چندین مدرک افتخاری دارد. او یک پیرو در انجمن ماشین‌های حسابگر (ای‌سی‌ام) و مؤسسه مهندسان برق و الکترونیک (آی‌تریپل‌ای) می‌باشد .
وی از سال ۱۹۸۲ تا ۱۹۸۸رئیس دپارتمان علوم کامپیوتر بود. ویکتور همکنون محقق ارشد در مرکز مهندسی نرم‌افزار آزمایشی فرانهوفر  می‌باشد که از سال ۱۹۹۷ الی ۲۰۰۴ مدیر اجرایی‌اش بوده‌است.
بسیاری از ایده‌های وی در زمان همکاری‌اش با لابراتوار مهندسی نرم‌افزار(اس‌ای‌ال) مرکز پروازهای فضایی گودارد ناسا بین سال‌های ۱۹۷۶ تا ۲۰۰۲ شکل گرفته‌است.